# 秋村功
秋村 功（あきむら いさお、1932年7月24日 - 1990年7月4日）は、日本の歌人・短歌評論家、環境問題を専門とする国際公務員（元国際連合環境計画（UNEP）支援措置部長）。一橋大学商学部卒。本名崎村久夫。宮崎県宮崎市出身。
未来短歌会の同人で、我妻泰（田井安曇）の「未来手帖」のあとを継ぎ、洗練された文章を記していた。その我妻泰と歌誌『河』を編む。岡井隆が吉本隆明と定型論争を繰り広げた際は、アメリカ社会学や社会心理学の知識を授けてブレーンとなった。
1958年、「短歌散文化の性格」で第3回現代短歌評論賞受賞。
晩年は環境問題に取り組み、国際湖沼委員会などの設立に尽力した。
野村総合研究所上席研究員の崎村夏彦は長男。